# میگل یوک
میگل یوک (کاتالونیایی: Miguel Lluch؛ ۲۳ اکتبر ۱۹۲۲ – ۱۹ مهٔ ۲۰۱۶) یک نویسنده، فیلم‌نامه‌نویس و کارگردان فیلم اهل اسپانیا بود.
از فیلم‌ها یا مجموعه‌های تلویزیونی که وی در آن‌ها نقش داشته است می‌توان به کوه بی‌قانون اشاره نمود.